# Sung Po-jen
Sung Po-jen va ser un poeta i pintor de la dinastia xinesa Song. Va ser l'autor de Capturant una flor de prunera (1238), el primer llibre imprès d'art i literatura del món, que pretén entrenar l'ull no en la tècnica sinó en la percepció